# Wolica (gmina)
Wolica – dawna gmina wiejska istniejąca do 1954 roku w woj. kieleckim. Siedzibą władz gminy była Wolica. 
Gmina Wolica powstała podczas I wojny światowej, z obszaru dotychczasowej gminy Stopnica, po wyodrębnieniu z niej przez władze okupacyjne Stopnicy i nadaniu jej samorządu miejskiego (następnie przekształcono ją w odrębną gminę Stopnica, stanowiącą enklawę na terenie gminy Wolica). W okresie międzywojennym gmina Wolica należała do powiatu stopnickiego w woj. kieleckim.
Po wojnie gmina zachowała przynależność administracyjną. 12 marca 1948 roku zmieniono nazwę powiatu stopnickiego na buski. Według stanu z dnia 1 lipca 1952 roku gmina składała się z 14 gromad: Białoborze, Czyżów, Dziesławice, Falencin Nowy, Folwarki Stare, Jastrzębiec, Kąty Nowe, Klępie Dolne, Mietel Stary, Nowa Wieś, Suchowola, Szczeglin, Szklanów i Wolica. Jednostka została zniesiona 29 września 1954 roku wraz z reformą wprowadzającą gromady w miejsce gmin. Po reaktywowaniu gmin z dniem 1 stycznia 1973 roku gminy Wolica nie przywrócono, a jej dawny obszar wszedł głównie w skład nowej zbiorowej gminy Stopnica.